# Гайзельгерінг
Гайзельгерінг (нім. Geiselhöring) — місто в Німеччині, розташоване в землі Баварія. Підпорядковується адміністративному округу Нижня Баварія. Входить до складу району Штраубінг-Боген.
Площа — 99,96 км2. Населення становить 6912 ос. (станом на 31 грудня 2020).